# Wadi Haddad

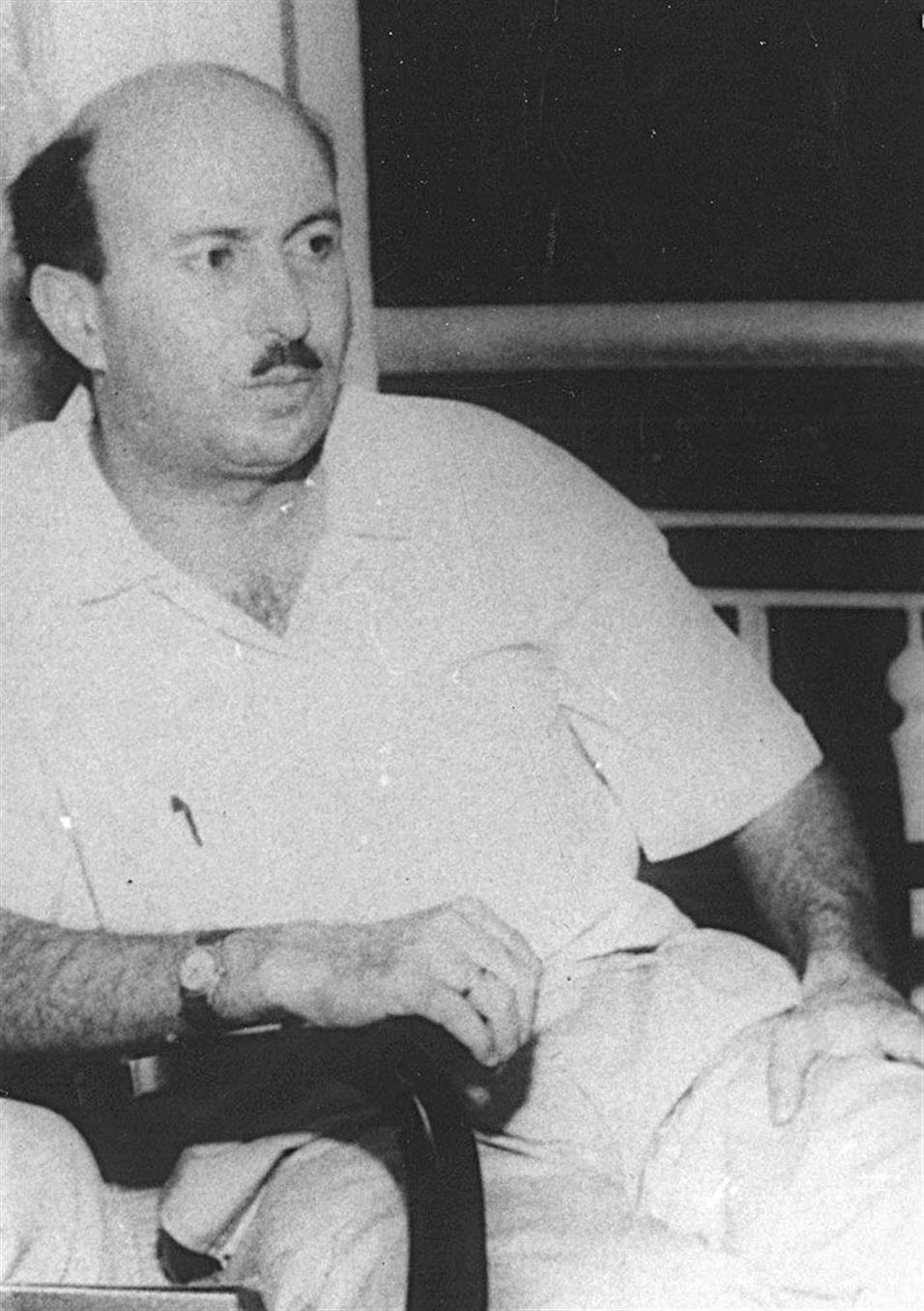
Wadi Haddad

Wadi Haddad (arabisch وديع حداد, DMG Wadīʿ Ḥaddād; * 1927 in Safed, Britisch-Palästina; † 28. März 1978 in Ost-Berlin, DDR), Kampfname/Kunya Abu Hani, war ein palästinensischer Arzt und Terrorist der Volksfront zur Befreiung Palästinas (PFLP) und Agent des sowjetischen Geheimdienstes KGB.

## Kindheit und Ausbildung
Haddad wurde 1927 als Sohn griechisch-orthodoxer Eltern in Safed, Britisch-Palästina geboren. Sein Vater war Lehrer an einer weiterführenden Schule in Haifa. Dort erhielt auch er seine Schulausbildung. 
Während des Palästinakriegs im Jahr 1948 floh er mit seiner Familie in den Libanon. Hier begann er ein Medizinstudium an der Amerikanischen Universität Beirut und traf zum ersten Mal auf George Habasch. Zusammen gründeten sie die Bewegung der arabischen Nationalisten (englisch: Arab Nationalist Movement, abgekürzt ANM), die panarabische Ziele verfolgte.

## Karriere
Nach seinem Abschluss ging er zusammen mit Habasch nach Amman, Jordanien und errichtete eine Klinik. Dort arbeitete er 1956 mit dem UNRWA zusammen, wurde aber unter dem Vorwurf umstürzlerischer Umtriebe gegen das Königshaus unter Arrest gestellt. 1962 gelang ihm die Flucht nach Syrien. Ab 1963 sprach sich Haddad für einen bewaffneten Widerstand und terroristische Aktionen gegen den von ihm als zionistische Besatzer bezeichneten Staat Israel aus.
Nach dem Sechstagekrieg ging der palästinensische Arm der ANM unter der Führung von George Habasch in die PFLP über. Haddad wurde der Führer des militärischen Arms der PFLP, die an der Organisation von Anschlägen auf israelische Ziele beteiligt war. Unter anderem war er 1968 an der Planung der ersten Flugzeugentführung der PFLP beteiligt, bei der eine Maschine der israelischen Airline El Al gekapert wurde.
Am 6. September 1970 entführte die PFLP fast zeitgleich drei Flugzeuge der Fluggesellschaften BOAC, Swissair und TWA. Die Flugzeugentführung einer vierten Maschine der Airline El Al durch eine Gruppe unter der Leitung von Leila Chaled misslang. Die Flugzeuge mussten auf dem sogenannten Dawson’s Field, einem stillgelegten Flugplatz der britischen Armee, nahe der Stadt Zarqa in Jordanien landen. Die Entführer forderten die Freilassung palästinensischer Gefangener im Austausch gegen die Geiseln. Während der Verhandlungen wurde am 9. September 1970 eine fünfte Maschine der britischen Airline BOAC von einem PFLP-Sympathisanten unter seine Kontrolle gebracht und als Druckmittel für die Freilassung der inzwischen in London verhafteten Chaled eingesetzt. Die Maschine landete ebenfalls auf dem Dawson’s Field. Schlussendlich wurden alle Geiseln freigelassen und die Flugzeuge gesprengt. Diese Ereignisse wurden als Teil des sogenannten Schwarzen September bekannt. Bis 1975 arbeitete er mit Ilich Ramírez Sánchez alias Carlos zusammen, den er 1970 erstmals getroffen und im Guerillakampf trainiert hatte.
Haddad wurde seitens der PFLP stark kritisiert und ihm wurde untersagt, weitere Ziele außerhalb Israels anzugreifen. Er gründete daraufhin die Volksfront zur Befreiung Palästinas – Externe Operationen (PFLP-EO) als Unterorganisation innerhalb der PFLP.
Laut Unterlagen des ehemaligen KGB-Archivars Wassili Mitrochin wurde Haddad 1970 unter dem Pseudonym „Nationalist“ als Agent vom KGB angeworben. In einem Bericht an den KPdSU-Generalsekretär Leonid Breschnew begründete der damalige KGB-Chef Juri Andropow dies 1974 damit, dass „der Kontakt mit Haddad [dem KGB gestatte], die Tätigkeit der Abteilung für Außenoperationen der PFLP bis zu einem bestimmten Grad zu kontrollieren, sie in einem für die Sowjetunion günstigen Sinne zu beeinflussen sowie bei absoluter Geheimhaltung mit den Kräften seiner Organisation aktive Maßnahmen in unserem Interesse durchzuführen“.
1976 organisierte Haddad die Entführung eines Flugzeugs der Fluggesellschaft Air France auf der Strecke von Tel Aviv nach Paris, das nach Zwischenlandung in Athen nach Entebbe entführt wurde. Die Entführung scheiterte, als Israel mit einer spektakulären Militäroperation eingriff (Operation Entebbe). Anschließend wurde Haddad von der PFLP ausgeschlossen, die von ihm gegründete Splittergruppe PFLP-EO bestand aber weiter.
Haddad gilt auch als Drahtzieher hinter der Entführung des Flugzeugs „Landshut“ zur Unterstützung der Rote Armee Fraktion im Jahr 1977.

## Privatleben und Tod
Haddad starb am 28. März 1978 in Ost-Berlin und wurde in Bagdad beerdigt. Zur genauen Todesursache gibt es widersprüchliche Angaben. Zum einen wird behauptet, dass er an Leukämie starb. Einem Film von Egmont R. Koch zufolge starb Haddad durch belgische Pralinen, in die der Mossad ein langsam wirkendes Gift eingespritzt hatte. Der Film belegt dies durch Interviews mit Gad Schimron, einem ehemaligen Offizier des israelischen Auslandsgeheimdienstes Mossad, sowie durch Informationen der Stasi-Unterlagen-Behörde. Die Übergabe der Pralinen an Haddad soll durch einen bis heute nicht bekannten Informanten möglich gemacht worden sein. Demnach soll Haddad schon während der Landshut-Entführung so geschwächt gewesen sein, dass er den Verlauf nicht mehr voll überwachen konnte. Nach Ronen Bergman wurde er langsam über seine Zahnpasta vom Mossad vergiftet.

## Darstellungen in der Kunst
Im fiktionalen, an historischen Geschehnissen angelehnten Spielfilm Carlos – Der Schakal (2010) über den Venezolaner Ilich Ramírez Sánchez wird Haddad vom libanesischen Schauspieler Ahmad Kaabour dargestellt.